# UNI global union
UNI global union är en internationell facklig organisation för tjänstemän. Den bildades den 1 januari 2000 och har sammanlagt omkring 20 miljoner medlemmar i över 900 medlemsförbund i 140 länder. Huvudkontoret ligger i schweiziska Nyon.
UNI är resultatet av sammanslagningen av fyra organisationer: FIET (International Federation of Employees, technicians and managers), MEI (Media and Entertainment International), IGF (International Graphical Federation) och CI (Communications International, formellt PTTI).
Den 2 mars 2009 fick UNI sitt nuvarande namn, från att tidigare ha hetat Union Network International. Den bytte samtidigt logotyp och fick en ny webbsida.